# Планк (космічний телескоп)
Космічний телескоп «Планк» (Planck Microwave Observatory) — космічний апарат і обсерваторія Європейського космічного агентства з вивчення мікрохвильового фонового випромінювання Всесвіту.
Обсерваторію названо на честь німецького фізика Макса Планка, одного з творців квантової теорії.
Орбітальна обсерваторія «Планк» була запущена в космос ракетою-носієм «Аріан-5» 14 травня 2009 року з космодрому Куру (разом із інфрачервоним телескопом «Гершель». У липні «Планк» досяг розрахункової орбіти навколо лагранжевої точки L2 Сонце-Земля, і ввімкнув систему охолодження.
Телескоп діаметром півтора метра здійснював спостереження за допомогою двох комплектів детекторів, призначених для вимірювання температури космічного мікрохвильового фону — реліктового випромінювання Великого вибуху. Робоча температура окремих детекторів орбітальної обсерваторії становила 0,1 К (—273,05 ° за Цельсієм), що робило їх одними з найхолодніших об'єктів у Всесвіті. Детектори охолоджувались рідким гелієм, щоб залишкове тепло не заважало вимірам.
Вартість проєкту склала близько 700 млн євро. Планувалось, що орбітальна обсерваторія мала працювати на орбіті щонайменше 15 місяців. За цей час «Планк» отримав дві повні карти неба. Місію було продовжено і потім успішно завершено в жовтні 2013 року — апарату надіслали сигнал повної деактивації.

## Цілі
Місія мала широкий спектр наукових цілей
- Дослідження розподілу інтенсивності й поляризації реліктового випромінювання з високою роздільною здатністю
- Створення каталогу скупчень галактик через ефект Сюняєва-Зельдовича
- Спостереження гравітаційного лінзування реліктового випромінювання, а також ефекту Сакса-Вольфа
- Спостереження яскравих позагалактичних радіоджерел (активних галактичних ядер) та інфрачервоних (галактичних пилових) джерел
- Спостереження Чумацького Шляху, зокрема місцевого міжзоряного середовища, розподілу синхротронного випромінювання й вимірювання галактичного магнітного поля
- Вивчення Сонячної системи, зокрема планет, астероїдів, комет і зодіакального світла.

## Інструменти
Планк містив два прилади: низькочастотний інструмент (LFI) і високочастотний інструмент (HFI). Обидва прилади могли виявляти загальну інтенсивність і поляризацію фотонів, й охоплювали діапазон частот від 30 до 857 ГГц.

### Низькочастотний інструмент (LFI)
| Частота (ГГц) | Смуга пропускання ({\displaystyle \Delta \nu /\nu }) | Роздільність (arcmin) | Чутливість (загальна інтенсивність) {\displaystyle \Delta T/T}, 14 місяців спостереження (10−6) | Чутливість (поляризація) {\displaystyle \Delta T/T}, 14 місяців спостереження (10−6) |
| ------------- | ---------------------------------------------------- | --------------------- | ----------------------------------------------------------------------------------------------- | ------------------------------------------------------------------------------------ |
| 30            | 0,2                                                  | 33                    | 2,0                                                                                             | 2,8                                                                                  |
| 44            | 0,2                                                  | 24                    | 2,7                                                                                             | 3,9                                                                                  |
| 70            | 0,2                                                  | 14                    | 4,7                                                                                             | 6,7                                                                                  |

Низькочастотний інструмент (LFI) являв собою масив із 22 мікрохвильових радіоприймачів, які працювали за температури 20°K (-253 °C), у трьох частотних каналах в інтервалі між 30 і 70 ГГц. Застосовуються високочутливі мікрохвильові підсилювачі, які працюють так само, як транзисторні радіоприймачі. Транзистори підсилюють сигнал, зібраний антеною, а посилений сигнал потім перетвориться в напругу. Сигнал на виході пропорційний температурі об'єкта.

### Високочастотний інструмент (HFI)
| Частота (ГГц) | Смуга пропускання ({\displaystyle \Delta \nu /\nu }) | Роздільність (arcmin) | Чутливість (загальна інтенсивність) {\displaystyle \Delta T/T}, 14 місяців спостереження (10−6) | Чутливість (поляризація) {\displaystyle \Delta T/T}, 14 місяців спостереження (10−6) |
| ------------- | ---------------------------------------------------- | --------------------- | ----------------------------------------------------------------------------------------------- | ------------------------------------------------------------------------------------ |
| 100           | 0,33                                                 | 10                    | 2,5                                                                                             | 4,0                                                                                  |
| 143           | 0,33                                                 | 7,1                   | 2,2                                                                                             | 4,2                                                                                  |
| 217           | 0,33                                                 | 5,5                   | 4,8                                                                                             | 9,8                                                                                  |
| 353           | 0,33                                                 | 5,0                   | 14,7                                                                                            | 29,8                                                                                 |
| 545           | 0,33                                                 | 5,0                   | 147                                                                                             | -                                                                                    |
| 857           | 0,33                                                 | 5,0                   | 6700                                                                                            | -                                                                                    |

Високочастотний інструмент (HFI) — масив із 54 болометричних детекторів, які перетворюють прийняте випромінювання на тепло. Кількість тепла вимірюється електричним термометром, сигнал з якого перетворюється на температуру за допомогою комп'ютера. HFI детектори працювали у шести частотних каналах в інтервалі від 100 до 857 ГГц і за температури 0,1°К (−273 °C) (майже абсолютний нуль).
З-поміж цих дев'яти частот лише три (100, 143, 217 ГГц) застосовуються для спостережень за реліктовим фоном. Інші призначено для виявлення джерел, які забруднюють цей фон, та подальшого їх вилучення зі спостережуваних даних.

## Місія

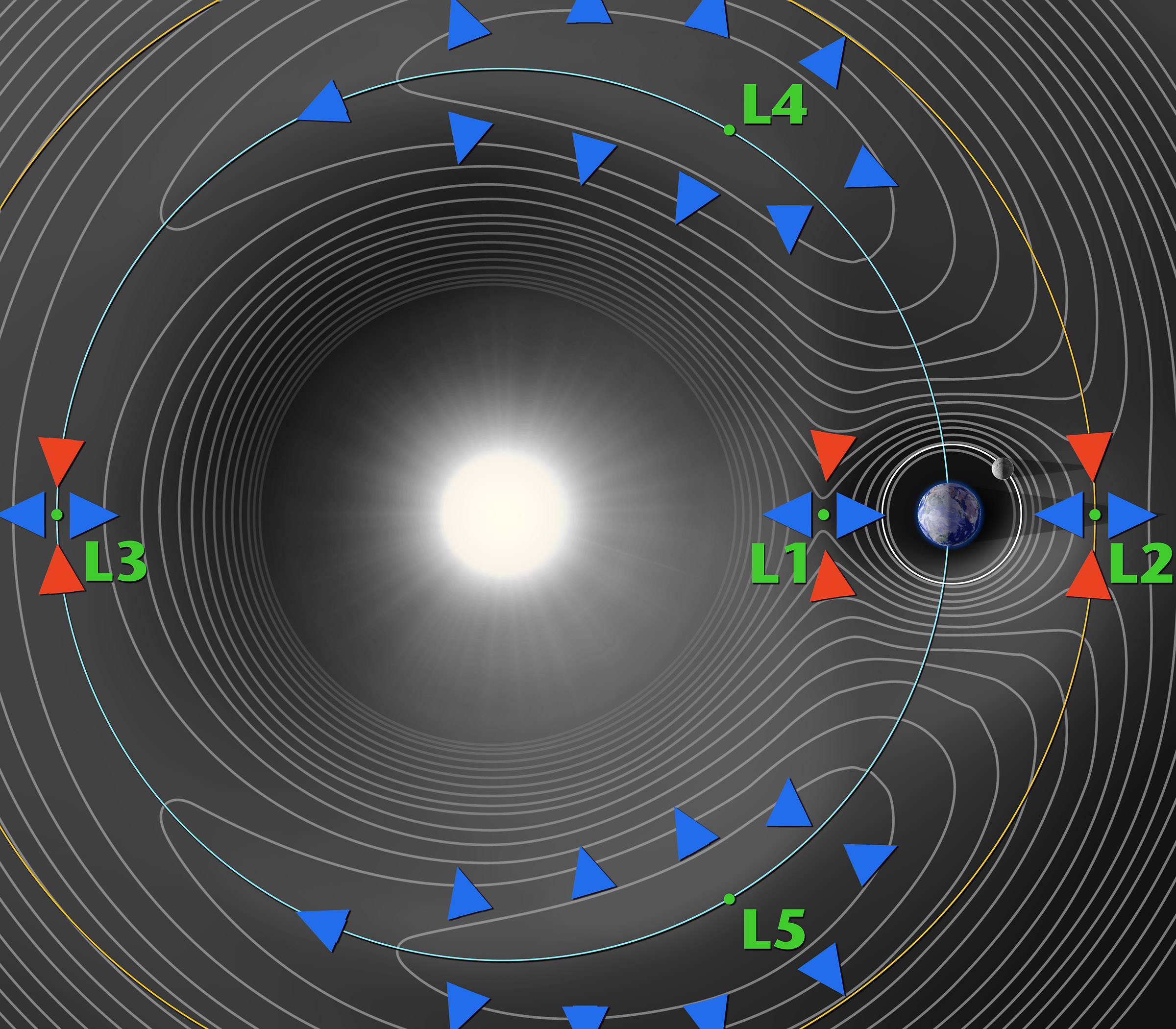
Точки Лагранжа

«Планк» було успішно запущено 14 травня 2009 року ракетою «Аріан-5», разом із космічною обсерваторією Гершель. Космічний апарат рухався еліптичною орбітою (перигей: 270 км, апогей: понад 1 120 000 км) і врешті-решт опинився поблизу другої точки Лагранжа (L2) системи Сонце—Земля.
Збирання даних розпочалося 13 серпня 2009 року. Перші кілька днів фахівці тестували його прилади й дійшли висновку, що вся апаратура працює без збоїв. Через два тижні, 27 серпня, «Планк» завершив перший етап досліджень. На підставі зібраних телескопом даних астрономи склали дев'ять карт невеликої ділянки неба (по одній для кожної з частот, на яких працює обсерваторія). КА «Планк» поступово оглянув всі райони неба, карти складені із кілець шириною близько 15 градусів.
15 січня 2010 року консультативні органи ЄКА схвалили продовження роботи супутника на 12 місяців. Планк продовжив збирання даних до кінця 2011 року.
26 квітня 2010 року було завершено покриття 100 % неба за допомогою низькочастотного інструменту. Повне покриття неба високочастотним інструментом було завершено 28 травня 2010 року.
20 квітня 2013 року колаборація опублікувала перші наукові результати спостережень (за 15 місяців). Результати мали величезне значення, наприклад, було уточнено параметр густини темної енергії: за новими даними, частка цієї складової в густині енергії нашого Всесвіту (якщо ґрунтуватися на космологічній моделі Лямбда-CDM) становить 68,3 % (а не 72,8 %, як вважалось раніше).